# Rio Căiuţul Mic
O Rio Căiuţul Mic é um rio da Romênia afluente do Rio Trotuş, localizado no distrito de Bacău.